# 四目並べ

四目並べのプレイの様子

四目並べ（よんもくならべ）は、卓上で遊ぶゲームである。

## ルール
2人のプレイヤーが交互にコマを下から積み重ねて、先に縦・横・斜めいずれかに直線状に4つ並べた方が勝ちになる。平面方向には任意の場所を選ぶことができるが、垂直方向に対しては重力の関係で先に入っているコマの真上（または盤面のすぐ上）にしかコマを置けないという点がこのゲームのキーポイントになっている。

### 重力付き四目並べ

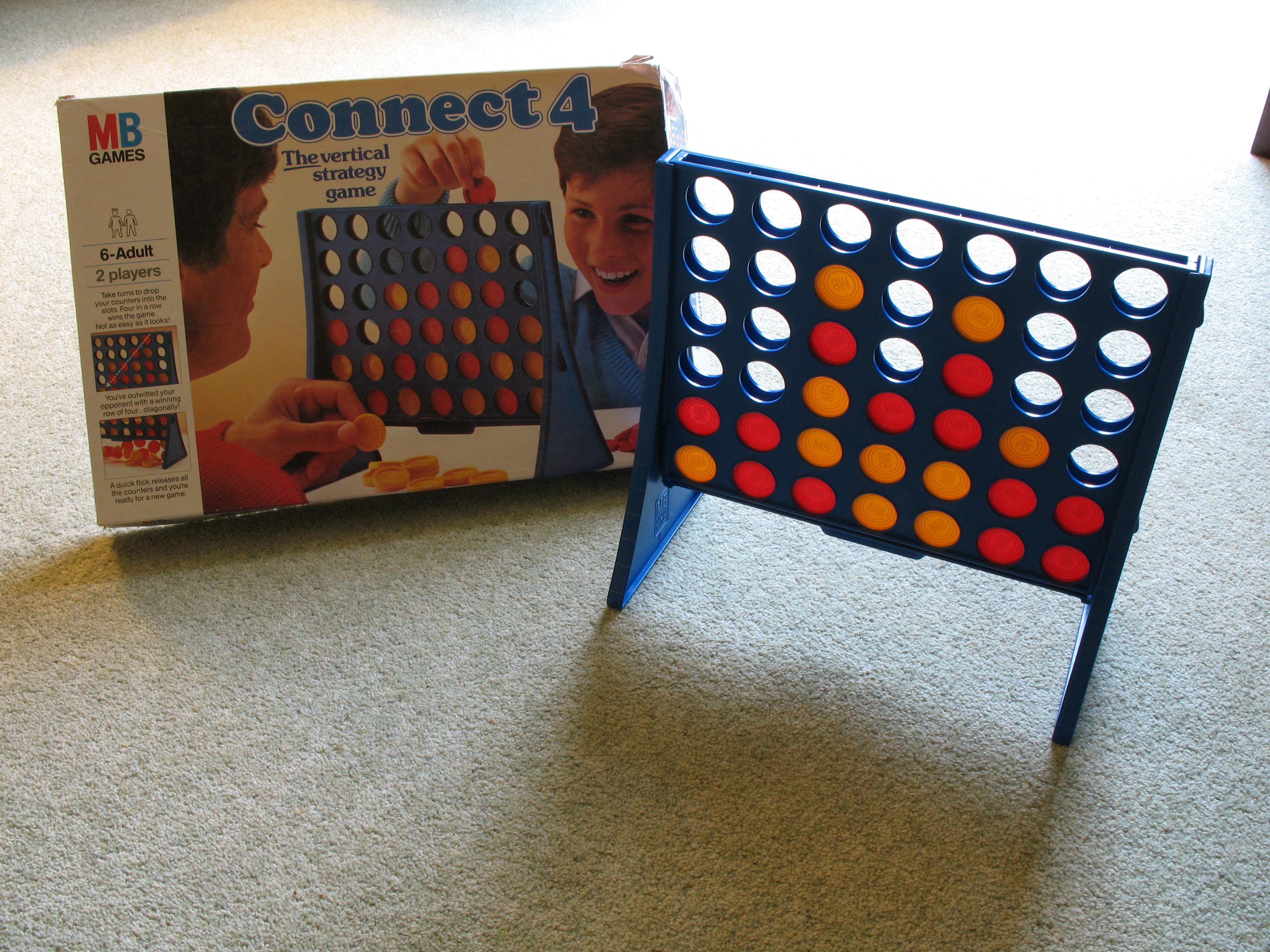
コネクト・フォー

一般に四目並べといえばこちらを指す。連珠や五目並べと同様に2次元で行うものの、それらがコマを水平面に並べるのに対して、垂直な面内にコマを積み上げる。長連は有効勝ちである。
重力付き四目並べとしては、アメリカ合衆国のゲーム製造会社ミルトン・ブラッドリー・カンパニーが1974年に発表した「コネクト・フォー」(Connect Four)が有名である（同社は1984年にハズブロに買収され、以降、コネクト・フォーはハズブロから発売されている）。これは、コマの形状は玉ではなく円盤状になっており、盤面上に6行7列にコマが入る枠を立てたものである。コネクト・フォーはそれ以前にあった「キャプテンズ・ミストレス」(The Captain's Mistress)という同種のゲームを改良したものである。
コネクト・フォーは、1988年にジェームズ・D・アレン（James D. Allen）によって先手必勝であることが証明されている。

### 立体四目並べ

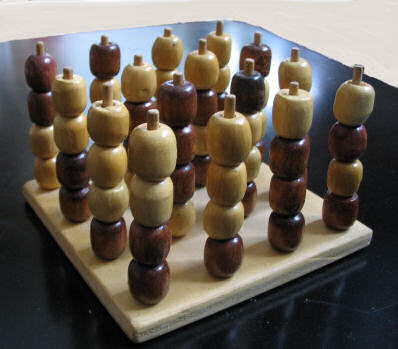
立体四目並べ

4×4×4の3次元の枠内で4個の玉を先に一直線に並べることを競う遊びである。同様にコマを直線に並べることを競う連珠、五目並べ、重力付き四目並べなどとの相違点は、玉を配置する空間が2次元ではなく3次元である点にある。
立体四目並べを行なう盤面には、格子状に並べられた棒が垂直に立っている。色の違う2種類の玉の中央に穴を開けたものを用意し、プレイヤーが交互に自分の色の玉をこれらの棒のどれかに入れる。
立体四目並べの重力なし版（任意の場所にいきなり置ける）においては1980年にオーレン・パタシュニクによって先手必勝であることが証明されており、これは計算機援用証明の代表例とされる。
製品としては、パーカー・ブラザーズから発売されていた「キュービック」（Qubic）が有名である。この製品の盤は、4×4の穴が開いた板を間隔をおいて4段に積み上げた立体構造になっている。日本では1974年にエポック社で発売された「スコアフォー」が有名である。

## 類似のゲーム
- 三目並べ
- 五目並べ
- 連珠 - 五目並べに黒に禁手を課し、開局規定などでルールを均等にしたゲーム。
- クアルト (ボードゲーム)
- コネクト6 - 1手目以外両者2個ずつ石を置き、石を6個先に並べたほうが勝ち。
- セルゴ - 長谷川五郎（オセロ開発者）が考案した、10×9路盤を使った移動五目並べ。のちにソクラテス盤（2つのゾーンのある10×9盤）を使った変則タイプ「宇宙遊泳」というゲームに改変された。
- CUBICONN4 - 立体四目並べをモチーフにしたAndroid/iOS向けゲームアプリ。